# Port lotniczy Sundsvall-Härnösand
Port lotniczy Sundsvall-Härnösand (IATA: SDL, ICAO: ESNN) – port lotniczy położony 21 km na północ od Sundsvall i 32 km na południe od Härnösand, w regionie Västernorrland, w Szwecji.

## Linie lotnicze i połączenia
| Linia lotnicza               | Kierunek             |
| ---------------------------- | -------------------- |
| Scandinavian Airlines System | 1. Sztokholm-Arlanda |